# Ross Sea Party/Mannschaftsliste
Dies ist eine Liste der Mitglieder der Ross Sea Party, der Unterstützungsexpedition der Endurance-Expedition in die Antarktis von 1914 bis 1917.
| Name                            | Geboren      | Gestorben    | Aufgaben                                 | Bemerkungen                                                                               |              |              |
| Küstengruppe                    | Küstengruppe | Küstengruppe | Küstengruppe                             | Küstengruppe                                                                              | Küstengruppe | Küstengruppe |
| ------------------------------- | ------------ | ------------ | ---------------------------------------- | ----------------------------------------------------------------------------------------- | ------------ | ------------ |
| Aeneas Mackintosh               | 1879         | 1916         | Kommandant                               | Starb während der Expedition                                                              |              |              |
| Ernest Joyce                    | 1875         | 1940         | Schlittenausrüstung und Hunde            |                                                                                           |              |              |
| Ernest Wild                     | 1879         | 1918         | Quartiermeister                          |                                                                                           |              |              |
| Arnold Spencer-Smith            | 1883         | 1916         | Kaplan und Fotograf                      | Starb während der Expedition                                                              |              |              |
| John Lachlan Cope               | 1893         | 1947         | Biologe und Arzt                         |                                                                                           |              |              |
| Alexander Stevens               | 1886         | 1965         | Leitender Wissenschaftler                |                                                                                           |              |              |
| Richard W. Richards             | 1893         | 1985         | Physiker                                 |                                                                                           |              |              |
| Andrew Keith Jack               | 1885         | 1966         | Physiker                                 |                                                                                           |              |              |
| Irvine Gaze                     | 1889         | 1978         | Allgemeiner Assistent                    |                                                                                           |              |              |
| Victor Hayward                  | 1887         | 1916         | Allgemeiner Assistent                    | Starb während der Expedition                                                              |              |              |
| Bordmannschaft der Aurora       |              |              |                                          |                                                                                           |              |              |
| Aubrey Howard Ninnis            | 1883         | 1956         | Spezialist für motorisierte Zugmaschinen | Sollte Teil der Küstengruppe sein, war aber an Bord der Aurora, als sie abgetrieben wurde |              |              |
| Lionel Hooke                    | 1895         | 1974         | Funker                                   | Sollte Teil der Küstengruppe sein, war aber an Bord der Aurora, als sie abgetrieben wurde |              |              |
| Joseph Stenhouse                | 1887         | 1941         | Erster Offizier, später Kapitän          |                                                                                           |              |              |
| Leslie James Felix Thomson      | 1886         | 1979         | Zweiter Offizier                         |                                                                                           |              |              |
| Alfred Herbert Larkman          | 1890         | 1962         | Oberster Maschinist                      |                                                                                           |              |              |
| Charles Adrian Donnelly/Donolly | 1893         | 1973         | Zweiter Maschinist                       |                                                                                           |              |              |
| James Paton                     | 1869         | 1917         | Bootsmann                                |                                                                                           |              |              |
| Clarence Charles Maugher/Mauger | 1892         | 1963         | Zimmermann                               |                                                                                           |              |              |
| Sydney Atkin                    | 1879         | 1950         | Vollmatrose                              |                                                                                           |              |              |
| Arthur Downing                  | 1893         | 1937         | Vollmatrose                              |                                                                                           |              |              |
| William Kavanagh                | 1884         | 1918         | Vollmatrose                              |                                                                                           |              |              |
| John Thomas "Shorty" Warren     | 1879         | 1945         | Vollmatrose                              |                                                                                           |              |              |
| Charles Glidden                 | 1893         |              | Leichtmatrose                            |                                                                                           |              |              |
| Samuel Grady/Grade              | 1885         |              | Heizer                                   |                                                                                           |              |              |
| William Henry Mugridge          | 1886         |              | Heizer                                   |                                                                                           |              |              |
| Harold Shaw                     | 1885         | 1932         | Heizer                                   | Durch Ernest Shackleton von der Auszeichnung mit der Polar-Medaille ausgeschlossen        |              |              |
| Edward Wise                     | 1875         |              | Koch                                     |                                                                                           |              |              |
| Émile-Octave d’Anglade          | 1893         | 1967         | Steward                                  | Durch Ernest Shackleton von der Auszeichnung mit der Polar-Medaille ausgeschlossen        |              |              |